# Pierrot și Arlechin
Pierrot și Arlechin sau Mardi Gras este o pictură în ulei pe pânză din 1888-1890 a pictorului francez Paul Cézanne, aflată în prezent la Muzeul Pușkin din Moscova. După cum sugerează și titlul, reprezintă personaje ale commedia dell'arte Pierrot și Arlechin.
S-a aflat în colecția lui Victor Chocquet între 1890 și 1899, înainte de a fi cumpărat de Paul Durand-Ruel, care l-a păstrat până în 1904, când a fost cumpărat de Serghei Șciukin. A fost confiscată de statul sovietic împreună cu restul colecției lui Șciukin la Revoluția din Octombrie și alocată în 1918 primului Muzeu al picturii moderne occidentale, care a fuzionat cu al doilea Muzeu al picturii moderne occidentale în 1923 pentru a forma Muzeul de Stat de Artă Modernă Occidentală, unde opera a rămas până la închiderea acestui muzeu în 1948, când s-a mutat în sediul actual.